# Saccopharynx ramosus
Saccopharynx ramosus är en fiskart som beskrevs av Nielsen och Bertelsen, 1985. Saccopharynx ramosus ingår i släktet Saccopharynx och familjen Saccopharyngidae. Inga underarter finns listade i Catalogue of Life.